# 国立西南联合大学
国立西南联合大学，简称西南联大，是抗戰時期由当时的北大、清華、南开在雲南昆明共同組成的大學，前身为国立长沙临时大学。校务最初由当时清华校长梅贻琦、北大校长蒋梦麟和南开校长张伯苓组成的常务委员会共同管理，后梅贻琦任常务委员会主席，长期主导校务。
从1938年4月2日于昆明更名西南联大，5月4日正式开课，至1946年5月4日宣布结束，設立時間共8年整。期间，毕业学生2000余人。抗战胜利以后，西南联大解散，北大、清华、南开分别迁回原址复校，唯有师范学院留昆，在原校址上建立国立昆明师范学院独立办学，后更名为云南师范大学。

## 歷史

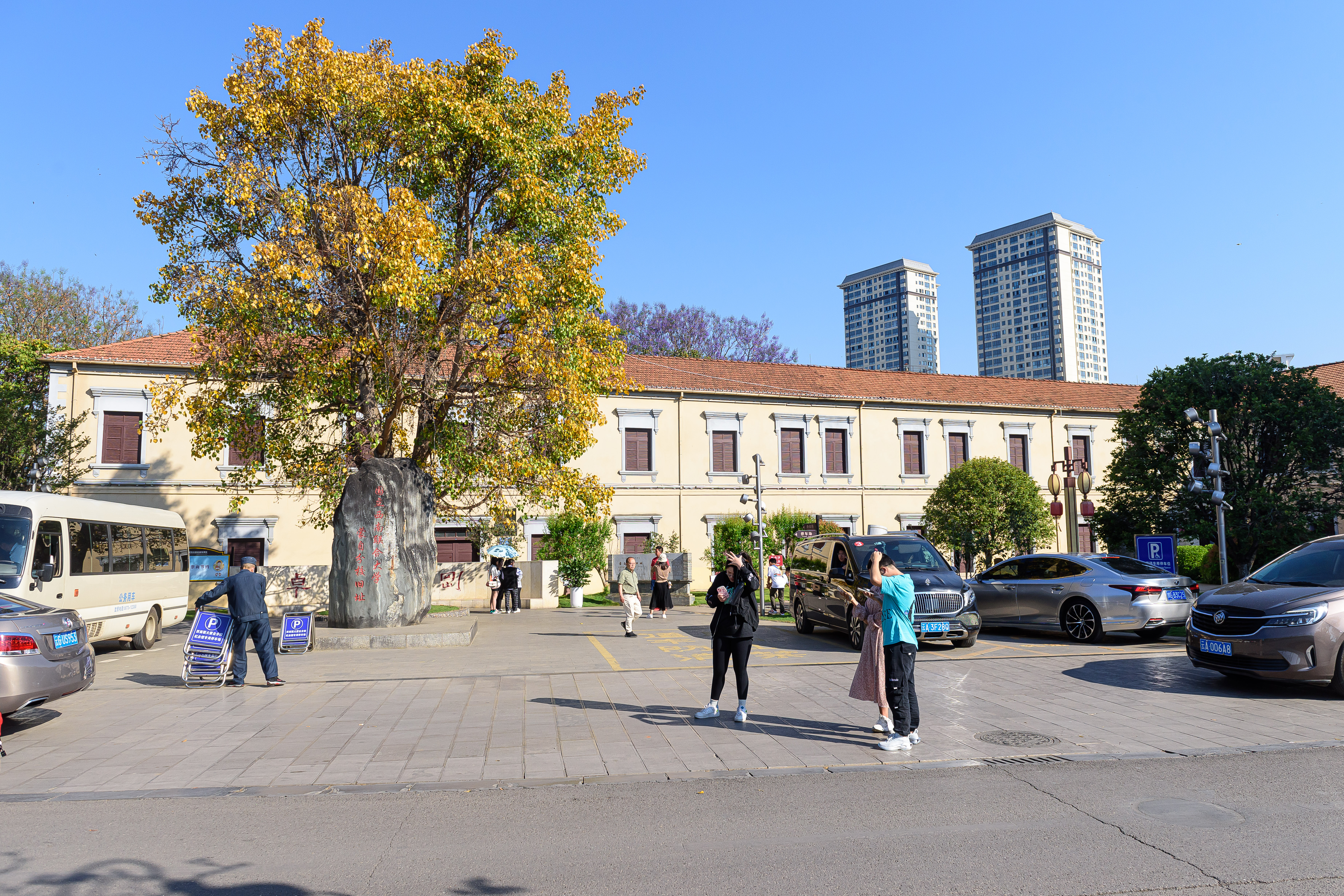
国立西南联合大学蒙自分校纪念馆（原哥胪士洋行）

1937年7月7日發生「七七事變」，7月29日，天津遭到了轟炸，南開校園在付之一炬。8月3日日軍進駐北平，抗日战争全面爆發。10月13日，日軍控制了整個清華園。11月1日，北京大学、清华大学、南开大学在湖南長沙岳麓山下组成了西南联大的前身国立长沙临时大学，同時還開辦了清華研究所。臨大的學生共有1452人，其中清華631人、北大342人、南開147人還有218名借讀生；教師共148人，清華73人、北大55人、南開20人。臨大的主體其實並不在長沙，聖經學院只能提供學校辦公和法商學院的教學，理學院大部分借用湘雅醫學院的校舍，土木系在城裡上課，電機系和機械系在湖南大學，化工系則在重慶大學，航空工程研究班在南昌中央航空機械學校，文學院在衡山的聖經學院分部。
1938年1月，由于日军沿长江一线步步紧逼，戰爭吃緊，決議搬遷至昆明，临大组织师生分三路到达昆明，校名改为国立西南联合大学，梅贻琦任设常务委员会主席。其中有820名學生隨校南遷，也有600多名學生退學、轉學或參加抗戰。西南联大时期，毕业生分清华、北大、南开、联大四种学籍，合并前学生拥有原校学籍，合并后招生为联大学籍，其中清华学籍毕业生为723人。女生和教師及家屬乘火車和輪船去昆明，而少部分男生（共244人）和教師從內地步行穿越湘西、貴州、滇東前往，並黃師岳中將擔任旅行團的團長。文和法商學院並未直接到昆明，而是臨時設在了蒙自，本預計停留15個月，直到新校舍竣工，但1938年8月，聯大租借空軍學校的校舍，便也轉到昆明。12月1日，聯大開學，8月開始上課。
1939年因戰局吃緊，政府宣布停付庚款。清華農業、航空、無線電、金屬、社會調查五研究所自行設法維持。8月，清華決定恢復文科研究所，設中文、外文、歷史、哲學四部。1940年，因聯大校園屢遭日軍轟炸，教育部命聯大遷川。8月，聯大決定於四川敘永設立分校，命一年級及先修班新生前往上課。11月，為了培養大後方中小學教師，聯大成立師院附設學校。1941年1月，敘永分校開始上課。4月，清華大學成立卅年，師生於昆明舉行紀念會，出版學報紀念專刊。8月，敘永分校結束運作，學生返回昆明。10月，文科研究所於昆明東郊龍泉鎮司家營成立，由馮友蘭教授出任校長。11月，與盟軍合作於昆明成立譯員訓練班，並成立師範學院初級部。联大期间，学生参与青年从军运动，应征飞虎队翻译、入缅作战、参加印度远征军。
联大期間，清华单独设立昆明办事处、研究院、特种研究所。研究院自1939年起逐渐恢复，设有文科、理科、法科3个研究所共12个学部，招收研究生。特种研究所依靠庚款基金利息，拥有农业、航空、无线电、金属、国情普查五个研究所，服务军事研究，研制军用飞机、军事通信，研制出中国第一个电子管。抗战胜利后，各研究所并入相关各系。

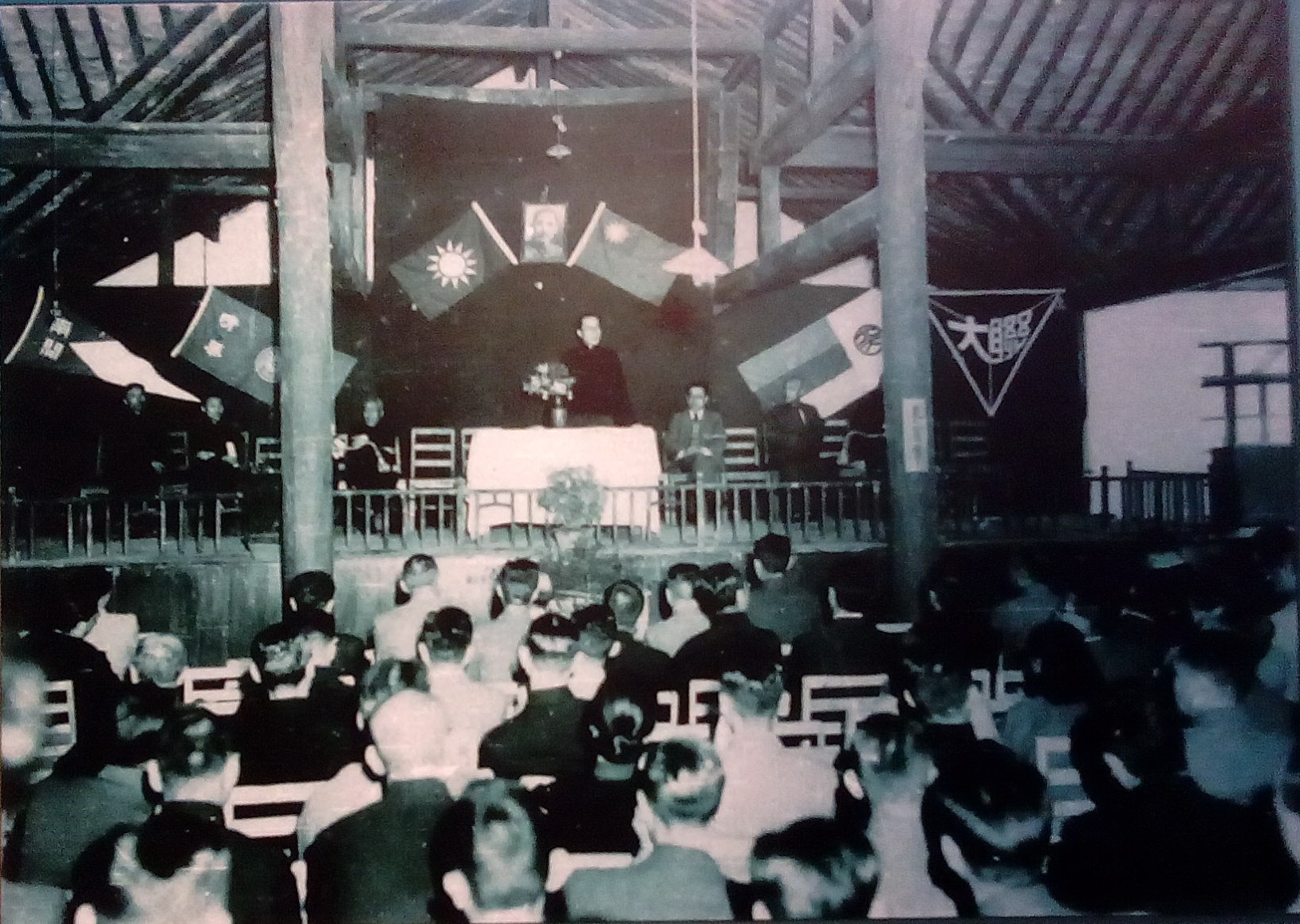
1946年5月4日，西南联合大学举办结业典礼，联大正式宣告结束

1946年5月4日举行结业典礼，7月31日宣布结束。最初，学校沿袭长沙临大建制，由清华大学校长梅贻琦、北京大学校长蒋梦麟和南开大学校长张伯苓组成常务委员会共同管理校务。1938年12月21日，第98次常委会决议，决定由三校校长轮任常务委员会主席，任期一年，本学年由清华校长梅贻琦担任。后因蒋梦麟、张伯苓均在重庆任职，只有梅贻琦长期留于昆明，故没有实施轮任制度，一直由梅贻琦任主席，主导校务。
1946年5月，上述3校迁回原址复校后，师范学院留云南独立设院，改称国立昆明师范学院，后更名为云南师范大学。
与西南联大一路之隔的云南大学，抗日战争時期在著名数学家熊庆来的主持下也聚集了大批学者，如严济慈、彭桓武等。費孝通、王贛愚等学者在西南聯大与云南大学两校兼职；许多活动也由两校师生共同参加。

## 文化

### 校歌
万里长征，辞却了五朝宫阙。暂驻足，衡山湘水，又成离别。绝徼移栽桢干质，九州遍洒黎元血。尽笳吹，弦诵在山城，情弥切！
 千秋耻，终当雪，中兴业，须人杰。便一成三户，壮怀难折。多难殷忧新国运，动心忍性希前哲。待驱除仇寇，复神京，还燕碣。

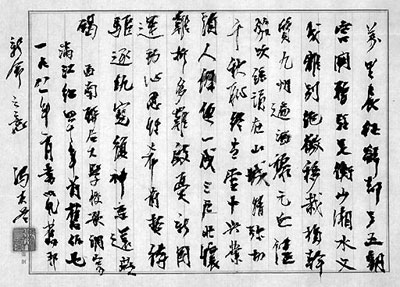
冯友兰手书《国立西南联合大学校歌》

1939年，西南联大常委会核定《满江红》（罗庸、冯友兰作词，张清常作曲）为联大校歌。歌词中的“仇寇”二字原为“倭虜”。

### 校训
刚毅坚卓

## 校院组织[7]

### 校部
常务委员会：梅贻琦（主席）、蒋梦麟、张伯苓

### 文学院
院长（先后）：胡适、冯友兰、杨振声、汤用彤、雷海宗
院长助理：沈仲章
- 中国文学系
- 外国语文学系
- 史社会学系（1940学年起分为历史学系与社会学系）
- 哲学心理学系

### 理学院
院长（先后）：吴有训、叶企孙
- 算学系
- 物理学系
- 化学系
- 生物学系
- 地质地理气象学系

### 法商学院
院长（先后）：方显延、陈序经、陈岱孙
- 政治学系
- 经济学系
- 法律学系
- 商学系
- 社会学系

### 工学院
院长（先后）：施嘉炀、李辑祥 
书记：邱继兴（1939）； 练习生：王显文、廖岳
- 土木工程系
- 机械工程学系
- 电机工程学系
- 化学工程学系
- 航空工程学系
- 电讯专修科(1939年1月设立)
- 算学科

### 师范学院
主任导师：查良钊；院长（先后）：黄子坚、陈雪屏、许浈阳

### 研究部、所  (1939学年度恢复 )

##### 北京大学文科研究所
主任：胡适 (院长兼)

##### 理科研究所
主任：饶毓泰 ( 物理学系教授兼) 

##### 法科研究所
主任：周炳琳 ( 经济学系教授兼)

## 校友
杨振宁、李政道、陳省身、赵九章、邓稼先、郭永怀、朱光亚、王希季、陈芳允、屠守锷、杨嘉墀、汪曾祺

## 著名教授
西南聯大著名的教授有：
吴大猷、周培源、王竹溪、陈寅恪、梁思成、林徽因、金岳霖、刘文典、陈省身、王力、朱自清、冯友兰、吴有训、沈从文、陈岱孙、闻一多、钱穆、钱锺书、潘光旦、费孝通、华罗庚、朱光潜、吴宓、吴晗、叶企孙、饶毓泰、赵忠尧、赵九章、任之恭、曾昭抡、李楷文、雷海宗、何炳棣、吕梦雅
外籍学者的部分：
美籍教授有米士（Peter Hans Misch）、温德（Robert Winter）。英籍教授有燕卜荪（Sir William Empson)、瑞恰慈（I. A. Richards）、白英、吴可读（A. L. Pollard-Urquhart）。俄籍教授噶邦福（Jhon Jan Gapanovich）。以及其他外籍教授白约翰（佩之） 、雷夏、贾恩培、陆伯慈（Roberts）等

## 紀念

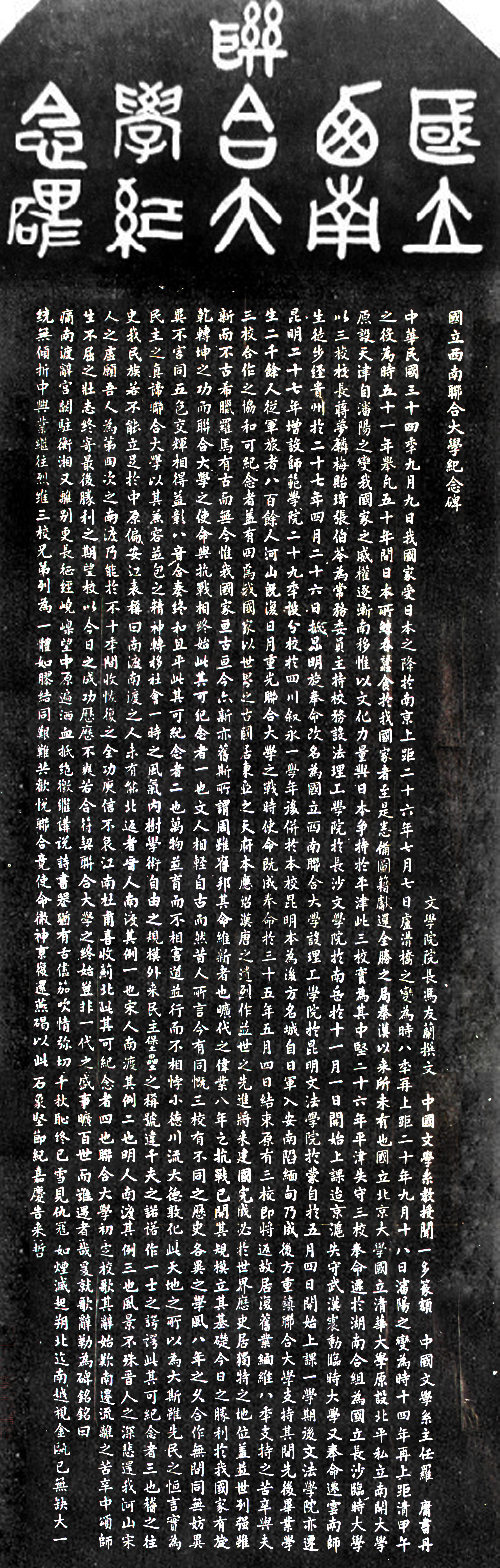
国立西南联合大学纪念碑

昆明云师大本部内的「国立西南联合大学纪念碑」记载：
- 自「沈阳之变」以来，我国家之威权逐渐南移，唯以三校（北平：国立北京大学、国立清华大学，天津：私立南开大学）的文化力量与日本争持於平津。

- 民国二十六年（1937年）平津失守，便奉命迁往湖南合组为国立长沙临时大学，以三校校长蒋、梅、张为常务委员主持校务。设法理工学院于长沙，文学院于南岳，11月1日开始上课。
- 等到了京沪失守、武汉震动的时候，临时大学又奉命迁往云南。
- 师生们徒步经贵州于1938年4月26日抵昆，自此改名为『国立西南联合大学』。设理工学院于昆明，文法学院于蒙自，5月4日开始上课。一学期后文法学院也迁入昆明。1938年增设师范学院，1940年于四川叙永设分校，一年后又并于本校。
- 昆明本为后方名城，自日军入安南（越南）陷缅甸乃成后方重镇。联合大学支持其间，先后毕业学生两千余人，从军旅者八百余人。河山既复、日月重光，聯合大學之戰時使命既成，奉命於1946年5月4日結束。原有三校，即將返故居，復舊業。

为了纪念西南联合大学，联大三校分别在各自校园内建立过其他形式的“西南联大纪念碑”。1987年11月，西南联大建校50周年之际，在南开大学马蹄湖西侧，竖起了“西南联大建校50周年纪念碑”；纪念碑由三面石碑连成一体，三面分别镶嵌南开、北大、清华三校校徽，三足鼎立。
1988年4月24日，清华大学建校77周年之际，清华校友总会在“工字厅”南的广场林木丛中竖起“西南联合大学纪念碑”，碑上刻有“西山苍苍，南国荡荡，联合隽彦，大学泱泱”字样，字头组成“西南联大”四字，碑文简略记叙了西南联大的历程。

## 延伸阅读

### 研究
- （英文）John Israel. . Stanford University Press. 1999-01-01. ISBN 9780804729291.（（中文）易社強，饒佳榮 譯. . 傳記文學. 2010年4月. ISBN 9789578506725.；. 九州出版社. 2012.01. ISBN 978-7-5108-1299-6. ）
- 谢泳. . 长沙: 湖南文艺出版社. 1998-11. ISBN 7-5404-1955-5.
- 李洪涛. . 云南人民出版社. 2001-06-01. ISBN 9787222030619.
- 聞黎明. . 台北: 秀威資訊. 2010-11-01. ISBN 9789862215869.
- 李光荣. . 北京: 中华书局. 2018-10. ISBN 978-7-101-13445-2.
- 周本贞主编. . 中国大百科全书出版社. 2005-10. ISBN 7-5000-7376-3.
- 何伟全. . 中国大百科全书出版社. 2014-01. ISBN 978-7-5000-9293-3.
- 迟玉华，朱曦，王顺英主编；周宁，唐红，王向群副主编. . 云南人民出版社. 2010.12. ISBN 978-7-222-06768-4.
- 西南联合大学北京校友会. . 北京大学出版社. 2006-1. ISBN 9787301031971.

### 回憶錄
- 许渊冲. . 昆明: 云南人民出版社. 2019.11. ISBN 978-7-222-18869-3.
- 梅贻琦；黄延复，王小宁整理. . 北京: 中华书局. 2018.05. ISBN 978-7-101-13185-7.
- 冯友兰. . 北京: 石油工业出版社. 2018.09. ISBN 978-7-5183-2735-5.
- 汪曾祺. . 济南: 山东画报出版社. 2018.05. ISBN 978-7-5474-2456-8.
- 张伯苓. . 北京: 石油工业出版社. 2018.06. ISBN 978-7-5183-2736-2.
- 何炳棣. . 商務印書館（香港）. 2004-5. ISBN 9789570329650.
- 罗常培 著 / 俞国林 整理. . 中华书局. 2020-5. ISBN 9787101144956.
- 何兆武 / 文靖. . 生活·读书·新知三联书店. 2006-8. ISBN 9787108025104.

## 外部鏈接
- Educated Youth: National Southwest Associated University （页面存档备份，存于）
- 西南联大的纪念碑和校歌
- 国立西南联合大学启示录（解说视频）（页面存档备份，存于）
- 國立清華大學圖書館. . 國立清華大學數位校史館. 国立清华大学.   [2010-11-05]. （原始内容存档于2016-09-14） （中文（臺灣））.
- . 國立清華大學數位校史館. 國立清华大学. 2009-02-26  [2016-09-25]. （原始内容存档于2016-09-24） （中文（臺灣））.
- 《新清华》编辑部. . 清华新闻网. 清华大学党委宣传部.   [2016-11-19]. （原始内容存档于2023-02-09） （中文（中国大陆））.
- 金富军. . 清華校友網. 清华大学校史研究室. 2009-02-26  [2010-11-05]. （原始内容存档于2016-09-14） （中文（中国大陆））.
- 史轩. . 清華新聞網. 清华大学校史研究室. 2007-10-25  [2019-04-13]. （原始内容存档于2019-04-13） （中文（中国大陆））.